# Bodes de sang
Bodes de sang (originalment en francès, Noces rouges) és una minisèrie francobelga de sis capítols dirigida per Marwen Abdullah. El 2021 es va estrenar la versió doblada en valencià a À Punt.
Es va emetre per primera vegada a Bèlgica, del 5 al 19 d'agost de 2018 a La Une; després a Suïssa, del 8 al 15 d'agost de 2018 a RTS Un i a França, del 28 d'agost a l'11 de setembre de 2018 a France 3. La sèrie és una coproducció de Scarlett Production, France Télévisions, Be-Films i RTBF.

## Sinopsi
La Sandra, filla d'un reconegut restaurador, es casa. Tots els seus amics i familiars assisteixen al casament, inclosa la seva germana, Alice, que ha tornat d'Austràlia després de quatre anys fora. Però, mentre la festa està en ple apogeu, la núvia es troba morta al peu d'un penya-segat. S'haurà suïcidat? Vincent Tambarini, amic de la família i present al casament, s'encarrega de la investigació. A poc a poc, afloren els secrets familiars.

## Repartiment
Els diferents papers són els següents:
- Alexia Barlier: Alice Pavane
- Joyce Bibring: Sandra Pavane
- Cristiana Reali: Claire Pavane, mare de l'Alice i la Sandra i propietària del restaurant Au Claire de l'eau
- Patrick Catalifo: Guy Pavane, pare de l'Alice i la Sandra i instructor de busseig
- Alexandra Vandernoot: Géraldine Pavane, germana d'en Guy i propietària del restaurant La Paillote
- Lannick Gautry: Vincent Tambarini, el policia encarregat de la investigació
- David Baiot: Benjamin, ajudant d'en Vincent
- Stéphane Freiss: Étienne, amic de la Géraldine i antic metge dels serveis d'emergències mèdiques
- Guillaume Duhesme: William Gaubert, el marit de la Sandra i oficial de l'Exèrcit de l'aire i de l'espai francès
- Constance Labbé: Camille, companya d'en Vincent
- Laurent Fernandez: Marc Gaubert, pare d'en William i en Younès
- Stefan Godin: Pierre Tambarini, pare d'en Vincent i en Simon i marit de la Cathy
- Sophie de La Rochefoucauld: Cathy Tambarini, mare de d'en Vincent i en Simon i esposa d'en Pierre
- Selma Kouchy: Yasmina, companya d'en Marc i mare d'en Younès